# Doppelstudium
Die Begriffe Mehrfachstudium, Doppelstudium, Parallelstudium und Mehrfachimmatrikulation bezeichnen in Deutschland das zeitlich parallele Studium verschiedener Studiengänge mit jeweils eigenem Abschluss an einer oder zwei unterschiedlichen Hochschulen. Es ist von einem Zweitstudium zu unterscheiden, welches nach einem bereits abgeschlossenen Erststudium begonnen wird. Die Handhabung des Doppelstudiums unterscheidet sich jedoch in jedem Bundesland und von Hochschule zu Hochschule. Die Rahmenbedingungen dafür stehen im Hochschulgesetz des jeweiligen Bundeslandes.
In der Regel müssen Mehrfachstudium, Mehrfachimmatrikulation, Doppelstudium oder Parallelstudium beantragt und begründet werden. Soll ein weiteres Studium als Studiengangszweithörer im Fernstudium absolviert werden, entfallen oftmals diese Zugangshürden.

## Hintergrund
In Deutschland kann man allgemein an zwei oder mehr Hochschulen zeitgleich eingeschrieben sein („Mehrfachimmatrikulation“), sofern es sich um unterschiedliche Studiengänge handelt. Dies trifft auch für internationale Hochschulen zu, d. h. Hochschulen oder Universitäten in verschiedenen Ländern. In dieser Form kann nur ein so genannter ordentlicher Erststudiengang als Referenz für Leistungen nach dem Bundesausbildungsförderungsgesetz (BAföG) oder für das Semesterticket gelten. Die studentischen Mitgliedschaftsrechte werden nur an einer Hochschule ausgeübt, weitere Studien werden mit dem Status der Zweithörerschaft belegt.

## Arten von Mehrfachimmatrikulationen
Im Unterschied zu einem Gasthörer, der nicht als ordentlicher Student immatrikuliert ist, zwar an Lehrveranstaltungen teilnimmt, aber keine Leistungsnachweise erbringt und daher auch keine Studienleistungen zertifiziert bekommt, bieten die folgenden Arten von Mehrfachimmatrikulationen die Möglichkeit, sich die Leistungen aus solch einem Studium anerkennen zu lassen. Durch ein Doppel- oder Parallelstudium können auch zwei oder mehr Hochschulabschlüsse erlangt werden.

### Doppelstudium
Das Doppelstudium ist die Einschreibung (Immatrikulation) als „Doppelstudent“ an ein und derselben Hochschule in zwei verschiedene Studiengänge mit unterschiedlichen Abschlüssen.

### Parallelstudium
Das Parallelstudium ist die Einschreibung als „Studiengangszweithörer“ an zwei verschiedenen Hochschulen in zwei unterschiedliche Studiengänge mit unterschiedlichen Abschlüssen.
Der „Studiengangszweithörer“ nimmt an der Hochschule oder Universität, welche ihm den Status Zweithörer verleiht, keine studentischen Mitgliedschaftsrechte (z. B. AStA) wahr.

### Gaststudium
Das Gaststudium ist die zeitlich begrenzte Einschreibung eines Studenten als „Gaststudent“ oder „Nebenhörer“, der bereits an einer anderen Hochschule als ordentlicher Student eingeschrieben ist. Dabei handelt es sich häufig um Studienaufenthalte in einem anderen Land.
Der Gaststudent nimmt an der Gasthochschule keine studentischen Mitgliedschaftsrechte (z. B. AStA) wahr. Das Gaststudium führt nicht zu einem eigenen Hochschulabschluss, es kann jedoch möglich sein, am Ende der belegten Kurse ein Zertifikat über Kreditpunkte zu erhalten, die an der eigenen Universität angerechnet werden. Ob diese Möglichkeit besteht, sollte im Einzelfall vorab geklärt werden.
Der Vorteil des Gaststudiums liegt darin, dass zwischen der eigenen und der Gastuniversität kein Abkommen nötig ist. Die meisten Universitäten nehmen Gaststudierende auf.
Der Unterschied zwischen einem Gaststudenten und einem Austauschstudenten besteht darin, dass bei letzterem die Studiengebühren von einem Austauschprogramm im Rahmen eines Auslandsstudiums übernommen werden.

## Rechtliche Lage

### In Deutschland
Bei zulassungsfreien (NC-freien) Studiengängen kann man in der Regel an jeder Hochschule ein Doppelstudium absolvieren, größtenteils sogar hochschulübergreifend. Handelt es sich um zulassungsbeschränkte Studiengänge, werden von der Hochschule häufig weitere Auflagen verlangt; eine genaue Aufschlüsselung, was im jeweiligen Landesrecht geregelt ist, kann folgender Tabelle entnommen werden:
| Bundesland             | Doppelstudium mögl.               | Doppelstudium hochsch.-übergreifend mögl.                     | Fundstelle d. jew. Landesregelung     | Auszug aus dem jeweiligen Hochschulgesetz |
| ---------------------- | --------------------------------- | ------------------------------------------------------------- | ------------------------------------- | --- |
| Baden-Württemberg      | Ja, bei bes. Erfordernis          | Ja, in Ausnahmefällen                                         | § 60 Abs. 1 LHG                       | „Die Einschreibung als Studierende oder als Studierender (Immatrikulation) erfolgt […] in der Regel nur an einer Hochschule. […] Die Immatrikulation in zwei oder mehrere zulassungsbeschränkte Studiengänge ist nur zulässig, wenn dies aus besonderen beruflichen, wissenschaftlichen oder künstlerischen Gründen erforderlich ist.“ |
| Bayern                 | Ja, bei bes. Interesse            | keine Regelung                                                | Art. 87Abs. 1 Satz 3 BayHIG           | „Die Immatrikulation in zwei oder mehreren zulassungsbeschränkten Studiengängen ist nur zulässig, wenn ein besonderes berufliches, wissenschaftliches oder künstlerisches Interesse am gleichzeitigen Studium in den zulassungsbeschränkten Studiengängen besteht.“ |
| Berlin                 | Ja, wenn sinnvoll                 | keine Regelung                                                | § 14 Abs. 2 BerlHG                    | „Für einen zweiten zulassungsbeschränkten Studiengang kann er oder sie nur immatrikuliert werden, wenn dies im Hinblick auf das Studienziel sinnvoll ist und andere dadurch nicht vom Erststudium ausgeschlossen werden.“ |
| Brandenburg            | keine Regelung                    | keine Regelung, innerhalb von Brandenburg/Berlin aber erlaubt | § 14 Abs. 2 BbgHG                     | „Sind Studienbewerberinnen oder -bewerber bereits in einem Studiengang oder Teilstudiengang an einer anderen Hochschule des Landes Brandenburg oder an einer Hochschule des Landes Berlin immatrikuliert, so erklären sie bei der Immatrikulation, an welcher Hochschule sie ihre Mitgliedschaftsrechte ausüben wollen.“ |
| Bremen                 | Ja, wenn sinnvoll                 | nur bei Hochschulkooperationen                                | § 34 Abs. 1 BremHG                    | „Für einen weiteren Studiengang kann nur immatrikuliert werden, wenn dies im Hinblick auf das Studienziel sinnvoll ist und dadurch andere Bewerber und Bewerberinnen nicht vom Studium ausgeschlossen werden. Im Rahmen von Hochschulkooperationen können Studierende auch an mehreren Hochschulen immatrikuliert sein.“ |
| Hamburg                | Ja, in begründeten Ausnahmefällen | Ja, in begründeten Ausnahmefällen                             | § 36 Abs. 2 HmbHG                     | „Für einen weiteren Studiengang (Doppelstudium) können [Studierende] in begründeten Ausnahmefällen immatrikuliert werden, auch wenn der weitere Studiengang an einer anderen Hochschule absolviert wird; eine ordnungsgemäße Durchführung der beiden Studiengänge muss gewährleistet sein.“ |
| Hessen                 | keine Regelung                    | keine Regelung                                                | -                                     | - |
| Mecklenburg-Vorpommern | keine Regelung                    | keine Regelung                                                | -                                     | - |
| Niedersachsen          | ja                                | Ja, in Ausnahmefällen                                         | § 19 Abs. 1 Satz 1 NHG                | „Hochschulzugangsberechtigte werden auf ihren Antrag in einen oder mehrere Studiengänge und in der Regel nur an einer Hochschule eingeschrieben.“ |
| Nordrhein-Westfalen    | Ja, bei Erfordernis               | keine Regelung                                                | § 48 Abs. 1 & Abs. 2 HG               | „Eine Studienbewerberin oder ein Studienbewerber wird für einen oder mehrere Studiengänge eingeschrieben, wenn sie oder er die hierfür erforderliche Qualifikation und die sonstigen Zugangsvoraussetzungen nachweist und kein Einschreibungshindernis vorliegt. […] Eine Studienbewerberin oder ein Studienbewerber kann für mehrere Studiengänge, für die eine Zulassungsbeschränkung mit Auswahlverfahren besteht, durch das Studienbewerberinnen und Studienbewerber vom Erststudium ausgeschlossen werden, nur eingeschrieben werden, wenn dies wegen einer für den berufsqualifizierenden Abschluss vorgeschriebenen Studiengangkombination erforderlich ist.“ |
| Rheinland-Pfalz        | Ja, bei zwingender Erfordernis    | keine Regelung                                                | § 67 Abs. 1 HochSchG                  | „Soweit Zulassungszahlen festgesetzt sind, richtet sich die Einschreibung nach dem Inhalt des Zulassungsbescheids; die Einschreibung für mehr als einen Studiengang ist nur zulässig, wenn das gleichzeitige Studium in den verschiedenen Studiengängen für eine angestrebte berufliche Qualifikation oder aus wissenschaftlichen oder künstlerischen Gründen zwingend erforderlich ist. Das Recht der Studierenden, Lehrveranstaltungen in Studiengängen zu besuchen, für welche sie nicht eingeschrieben sind, bleibt unberührt, soweit das Studium der eingeschriebenen Studierenden nicht beeinträchtigt wird.“                                                  |
| Saarland               | Ja, bei Erfordernis               | keine Regelung                                                | § 79 Abs. 2 SHSG                      | „Die Einschreibung kann auch für mehrere Studiengänge erfolgen; bestehen insoweit Zulassungsbeschränkungen, durch die Studienbewerberinnen und Studienbewerber vom Erststudium ausgeschlossen werden, so kann eine Studienbewerberin/ein Studienbewerber für diese gleichzeitig nur eingeschrieben werden, wenn dies wegen einer für den berufsqualifizierenden Abschluss vorgeschriebenen Studiengangkombination erforderlich ist oder die Voraussetzungen für ein Zweitstudium erfüllt sind.“ |
| Sachsen                | Ja, in Ausnahmefällen             | Ja, nur bei Zweckmäßigkeit                                    | § 19 Abs. 1 && Abs. 2 Nr. 5 SächsHSFG | „Die Immatrikulation erfolgt in der Regel nur für einen Studiengang. Das Nähere regelt die Hochschule durch Ordnung. […] Einem Studienbewerber ist die Immatrikulation in einen Studiengang zu versagen, wenn er bereits an einer deutschen Hochschule immatrikuliert ist und ein Parallelstudium für das Studienziel nicht zweckmäßig ist.“ |
| Sachsen-Anhalt         | Ja, in Ausnahmefällen             | keine Regelung                                                | § 29 Abs. 5 Satz 1 HSG LSA            | „Die Immatrikulation erfolgt in der Regel für einen Studiengang.“ |
| Schleswig-Holstein     | Ja, bei bes. Interesse            | Ja, in Ausnahmefällen                                         | § 38 Abs. 3 & Abs. 4 HSG              | „In zwei oder mehrere zulassungsbeschränkte Studiengänge können Studierende nur eingeschrieben werden, wenn ein besonderes berufliches, wissenschaftliches oder künstlerisches Interesse am gleichzeitigen Studium in den zulassungsbeschränkten Studiengängen besteht. […] Studierende können in der Regel nur an einer Hochschule eingeschrieben sein. […]“ |
| Thüringen              | Ja, wenn NC-frei                  | keine Regelung                                                | § 65 Abs. 1 Satz 2 ThürHG             | „Die gleichzeitige Immatrikulation in einem weiteren Studiengang ist nur zulässig, wenn andere Bewerber nicht vom Studium ausgeschlossen werden.“ |

### In Österreich
An Universitäten und Hochschulen in Österreich ist ein Doppel- bzw. Mehrfachstudium möglich, für das neben den normalen fachspezifischen Zulassungsvoraussetzungen keine weiteren Zugangshürden existieren. Dabei ist die Anzahl der studierten Studiengänge (in österreichischer Terminologie Studien) nicht beschränkt.

## Weitere Staaten
In Italien ist es verboten, sich gleichzeitig bei verschiedenen Universitäten und Hochschulen, bei verschiedenen Fakultäten oder Abteilungen derselben Universität oder derselben Hochschule oder bei verschiedenen Studiengängen oder Diplomstudiengängen derselben Fakultät oder Abteilung zu immatrikulieren. Die Richtlinie 2005/36/EG über die Anerkennung von Berufsqualifikationen verpflichtet Italien jedoch laut einem Urteil des Europäischen Gerichtshofs, akademische Grade anzuerkennen, die in einem anderen Mitgliedstaat am Ende von teilweise gleichzeitig absolvierten Ausbildungen erteilt wurden.